# Перейра, Рубен
Рубе́н Фабиа́н Пере́йра Ма́ркес (исп. Ruben Fabián Pereira Marquez; род. 28 января 1968, Монтевидео) — уругвайский футболист, который выступал на позиции полузащитника.

## Клубная карьера
Во взрослом футболе дебютировал в 1986 году выступлениями за команду «Данубио», в которой провел пять сезонов, приняв участие в 82 матчах чемпионата.
Впоследствии с 1991 по 1994 год играл в составе «Кремонезе», «Боки Хуниорс» и «Насьоналя».
В 1994 году перешёл в «Пеньяроль», за который отыграл четыре сезона. В составе столичной команды был одним из главных бомбардиров, имея среднюю результативность на уровне 1 гола за игру. Завершил профессиональную карьеру футболиста в «Пеньяроле» в 1998 году.

## Международная карьера
В 1988 году дебютировал за сборную Уругвая. В национальной команде выступал девять лет, провёл в форме «селесте» 27 матчей, забив один гол.
В составе сборной был участником чемпионата мира 1990 года в Италии и Кубка Америки 1989 в Бразилии, где вместе с командой завоевал «серебро».